# Varikap dióda

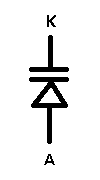
Varikap dióda áramköri rajzjele
(A: anód, K: katód)

A varikap dióda  olyan változtatható kapacitású dióda, aminek a kivezetéseire kapcsolt feszültséggel változtatható a kapacitása.

## Felhasználása
A varikap diódát feszültségvezérelt kondenzátorként használják fel az elektronikai kapcsolásokban. Felhasználási területei között megtalálhatók a feszültségvezérelt oszcillátorok, PLL áramkörök, szintézerek. Televíziók, rádiók elektronikus hangolására is használják.
Varikap diódát használnak frekvenciamodulált jel előállítására alkalmas modulátorokban.

## Működése
A varikap diódákat fordított előfeszítéssel (bekötéssel) működtetik, ezért nem folyik rajta jelentős áram, de a kiürítési réteg vastagsága a ráadott feszültséggel változik, így a dióda kapacitása is. Általánosságban elmondható, hogy a kiürítési réteg vastagsága a ráadott feszültség négyzetgyökével egyenesen arányos és a dióda kapacitása a kiürítési réteg vastagságával fordítottan aránylik. Ezért a kapacitás a ráadott feszültség négyzetgyökével áll fordított arányban.
Mindegyik diódánál jelentkezik kis mértékben ez a jelenség, de csak ennél a diódánál érhető el a nagyobb kapacitás-tartomány és ennek szabályozhatósága, a legtöbb hagyományos dióda gyártásánál pont ennek a hatásnak a minimalizálása a cél.

## Gyakran használt varicap diódák adatai[1]
| Modell   | Cmin (pF) | Cmax (pF) | Umax (V) | I (mA) |
| -------- | --------- | --------- | -------- | ------ |
| MV104    | 2         | 42        | 32       | 0.2    |
| KV1310   | 2         | 42        | 30       | 0.2    |
| MV2105   | 2         | 16        | 30       | 0.2    |
| MV2109   | 2         | 36        | 30       | 0.2    |
| MV209    | 5         | 32        | 30       | 0.2    |
| MMVL2101 | 2.5       | 6.8       | 30       | 0.2    |
| MMVL3102 | 4.5       | 25        | 30       | 0.2    |
| MMBV609  | 1.8       | 32        | 30       | 0.2    |
| BB103    | 11.3      | 30        | 30       | 0.2    |
| BB104    | 2         | 42        | 30       | 0.2    |
| BB105B   | 2         | 18        | 35       | 0.2    |
| BB105G   | 1.8       | 18        | 30       | 0.2    |
| BB106    | 4         | 20        | 30       | 0.2    |
| BB109G   | 4.3       | 32        | 30       | 0.2    |
| BB112    | 17        | 560       | 12       | 0.05   |
| BB204    | 2         | 42        | 30       | 0.2    |
| BB205    | 2         | 16        | 30       | 0.2    |
| BB209    | 2         | 36        | 30       | 0.2    |
| BB304    | 2         | 42        | 30       | 0.2    |
| BB405B   | 1.8       | 18        | 30       | 0.2    |
| BB409    | 5         | 32        | 28       | 0.2    |
| BBY40    | 6         | 30        | 30       | 0.02   |